# Nadleśnictwo Białogard
Nadleśnictwo Białogard – nadleśnictwo podlegające pod Regionalną Dyrekcję Lasów Państwowych w Szczecinku, położone w środkowej części województwa zachodniopomorskiego. Obejmuje części powiatów: białogardzkiego, świdwińskiego oraz koszalińskiego. Powierzchnia nadleśnictwa według stanu na 5 lutego 2019 wynosi 22,7 tys. ha.

## Leśnictwa
W skład Nadleśnictwa Białogard wchodzi 14 leśnictw:
- Leśnictwo Nosowo,
- Leśnictwo Białogórzyno,
- Leśnictwo Redlino,
- Leśnictwo Słonino,
- Leśnictwo Dargikowo,
- Leśnictwo Modrolas,
- Leśnictwo Dobrowo,
- Leśnictwo Podborsko,
- Leśnictwo Przegonia,
- Leśnictwo Stanomino,
- Leśnictwo Czarnowęsy,
- Leśnictwo Gąsków,
- Leśnictwo Zbytki,
- Leśnictwo Świerznica,
- Gospodarstwo szkółkarskie Białogórzyno,

## Ochrona przyrody
Na terenie Nadleśnictwa Białogard ustanowiono 2 specjalne obszary ochrony siedlisk:
- Dorzecze Parsęty (PLH 320003) – obejmuje obszar położony na terenie gminy Białogard, gminy Tychowo, Gminy Rąbino i Gminy Połczyn-Zdrój. Zajmuje obszar 5525,47 ha. Obszar obejmuje m.in. jeziora i torfowiska w pobliżu miejscowości Byszyno oraz przełom Parsęty koło Osówka,

- Dolina Radwi, Chocieli i Chotli (PLH 320022) – obejmuje obszar położony na terenie gmin Biesiekierz, Białogard, Karlino i Tychowo. Zajmuje obszar 3230,05 ha. Obszar obejmuje m.in. wąwozy i jary w dolinie Chotli wraz z łęgami olszowo-jesionowymi, podgórskimi łęgami źródliskowymi oraz zbiorowiskami wapniolubnych mchów i wątrobowców. W ramach Doliny Radwi ochronie podlegają m.in. lasy łęgowe w tym olszowo-jesionowe i łęgi wierzbowe, zarośla wierzbowe i wiklinowe. Biotop jest częścią terenów tarliskowych dla ryb łososiowatych.

Nadleśnictwo Białogard posiada stanowiska ochrony prawnej 22 gatunków roślin, w tym 7 podlegających ochronie ścisłej i 15 częściowej.

### Pomniki przyrody
Na terenie nadleśnictwa znajduje się 6 pomników przyrody, na które składają się: 
- 3 pojedyncze okazy drzew,
- 3 grupy drzew.